# Óscar Vladimir Rojas
Óscar Vladimir Rojas Giacomozzi (Purén, 15 novembre 1958) è un ex calciatore cileno, di ruolo difensore.

## Caratteristiche tecniche
Giocava come difensore centrale. Era alto, ed era pertanto abile nel gioco aereo; era anche dotato di discrete doti fisiche e tecniche.

## Carriera

### Nazionale
Fu convocato per il campionato del mondo 1982, ma non debuttò mai nella competizione. La sua unica gara ufficiale con il Cile fu l'amichevole contro il Perù giocata il 30 marzo 1982.

## Palmarès

### Club

#### Competizioni nazionali
- Campionato cileno: 3

Colo-Colo: 1981, 1983, 1986
- Copa Chile: 3

Colo-Colo: 1981, 1982, 1985